# Topònims de Cellers
Llistat de topònims del poble de Cellers, a l'antic terme municipal de Guàrdia de Tremp, actualment integrat en el de Castell de Mur, del Pallars Jussà, presents a la Viquipèdia.

## Edificis

### Corrals
| - Corral d'Agustí | - Corral de Corçà | - Corral de Cotet | - Corral de Grabiel |

### Esglésies

#### Romàniques
- Santa Maria de Cellers

### Estacions de tren
- Estació de Cellers-Llimiana

### Masies
| - Masia de Tató | - Masia de la Vinya |  |  |

### Ponts
| - Pont del Barranc del Bosc - Pont de la Central | - Pont Nou de Monares | - Pont de la Presa de Terradets | - Pont de Terradets |

### Preses
- Presa de Terradets

## Geografia

### Camps de conreu
| - Mallols d'Agustí - Feixes del Barranc del Bosc - Los Camps - Els Canalets - Cantamoixons (Cellers) - Vinya de Carrió - Tros de Casa | - Les Collades - Les Colomines - Les Comes - Esquadros de Grabiel - Vinya de Fernando - Grallera | - Coma Llarga d'Agustí - Los Mallols - Marsaborit - Tros del Pastamoreno - Lo Planell - Los Pous | - Los Puiols - Los Reganyats - Feixes del Serrat de Pena - Serrat de la Via - La Via de Corçà - Les Vielles |

### Cavitats subterrànies
| - Surgència de la Cova de la Platja - Cova de Grabiel | - Cova del Paborde - Cova de la Platja | - Cova de Té-do'm | - Cova dels Tres Forats |

### Cingleres
| - Cinglo del Paborde | - La Roca Alta | - Roca Regina |  |

### Clots
| - Clot de les Arboceres | - Clot de Gassó |  |  |

### Collades
| - Pas d'Agustí - Pas de l'Arbocera - Pas de la Boixoga - Pas de la Carbonera | - Pas d'Emílio - Lo Pas Gran - Lo Pas Nou | - Pas de l'Ós - Pas de l'Osca - Pas de Roca | - Pas de la Roca Llisa - Pas de Terradets - Pas dels Volters |

### Corrents d'aigua
| - Llau de l'Ancantra - Llau dels Avellaners - Barranc del Bosc | - Llau d'Encua - Barranc de la Mata Negra - Barranc de Moror | - Noguera Pallaresa - Llau de Sant Pere | - Canal de Sòls - Barranc de Vivó |  |

### Diversos
| - Los Brugals - Lo Canar | - Coscoller - Raset del Pas Gran | - Rasets de l'Osca - Les Raconades | - Rasets dels Teixos |

### Masies
| - Corral d'Agustí | - Corral de Corçà | - Corral de Cotet | - Corral de Grabiel | - Masia de Tató | - Masia de la Vinya |  |

### Muntanyes
| - Tossal de la Cova dels Pobres - Feixa de la Paret de Terradets | - Paret de Terradets - Picota Alta | - Picó de Coscolla | - Roca Regina |

### Obagues
| - Obaga de Margarit | - Obaga de Renó | - Obaga del Tic-tac |  |

### Planes
| - Planell de les Boixeroles | - Lo Planell |  |  |

### Serres
| - Serra dels Avellaners - Serrat Curt - Serrat de Fontfreda | - Serrat de les Marrades - Serra de la Mata Negra | - Serrat Pedregós - Serrat de Pena | - Serra de les Raconades - Serrat de la Via |

### Solanes
| - Solana de la Roca Alta | - Les Solanes |  |  |

### Vies de comunicació
| - Camí del Bosc - Camí dels Brugals | - Carretera C-13 - Camí de Cellers | - Camí Vell de Cellers - Ferrocarril de la línia Lleida - la Pobla de Segur | - Camí de la Font - Camí de la Via |